# Лунган (Вэньчжоу)
Лунга́н (кит. упр. 龙港, пиньинь Lónggǎng, буквально: «драконья гавань») — городской уезд городского округа Вэньчжоу провинции Чжэцзян (КНР).

## История
Исторически эти места входили в состав уезда Пинъян. В 1981 году часть уезда Пинъян, находящаяся к югу от реки Аоцзян, была выделена в отдельный уезд Цаннань. Власти нового уезда занялись активным развитием территории, прилегающей к устью реки Аоцзян, и 25 сентября 2019 года она была выделена в городской уезд Лунган.

## Административное деление
В городском уезде Лунган нет административных единиц волостного уровня (посёлков, волостей или уличных комитетов).